# Jan Mandyn
Jan Mandyn (também: Jan Mandijn, nascido por volta de 1500 - 1502, em Haarlem, falecido em 1559 - 1560 em Antuérpia), foi um pintor do Renascimento do estilo Maneirismo.

## Vida
Mandijn treinou em Haarlem. Mudou-se para Antuérpia em 1530.
Ele era o professor de Jan van der Elburcht, Gillis Mostaert e Bartholomeus Spranger.

## Obras
A obra Temptation of Saint Anthony assinada por Mandijn e disponível no Museu Frans Hals em Haarlem é semelhante ao estilo de Hieronymus Bosch e é por isso que Jan é chamado de seguidor da Bosch. 
Isto é confirmado pelo biógrafo premiado Karel van Mander, que escreveu que Mandijn era bom em pintar cenas assustadoras e engraçadas como Hieronymus Bosch.
Temptation é inspirada no trabalho de Bosch, mas o estilo de Mandijn foi mais livre e frouxo e as cores e criaturas fantásticas são menos harmoniosas. Como resultado, o todo é menos poderoso do que a Bosch. 
As pinturas de Mandijn incorporam os elementos típicos de Bosch, como demônios híbridos compostos de várias partes de insetos, anfíbios, répteis e pássaros.
As características estilísticas do estilo de Mandijn foram identificadas em uma série de imagens do demônio de Antuérpia que lhe foram atribuídas, como Temptation of Saint Christopher (Alte Pinakothek em Munique).
1. 1 2 3 4 5  VERMANDERE, Els. «Mandijn, Jan.»
2. ↑  «Explore Jan Mandijn». rkd.nl (em neerlandês). Consultado em 24 de setembro de 2017
3. ↑  DBNL. «Karel van Mander, Het schilder-boeck · dbnl». DBNL (em neerlandês). Consultado em 24 de setembro de 2017
4. ↑  DBNL. «Karel van Mander, Het schilder-boeck · dbnl». DBNL (em neerlandês). Consultado em 24 de setembro de 2017
5. ↑  Silver, Larry (4 de janeiro de 2012). Peasant Scenes and Landscapes: The Rise of Pictorial Genres in the Antwerp Art Market (em inglês). [S.l.]: University of Pennsylvania Press. ISBN 0812222113